# 肝小葉

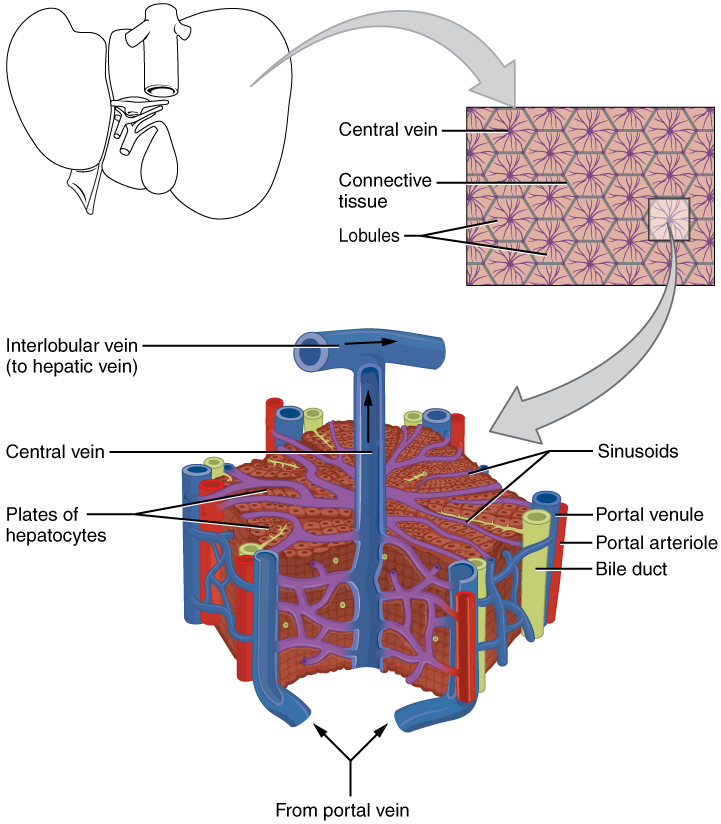
肝小葉

肝小葉（かんしょうよう、英:hepatic lobule）とは肝臓において肝細胞の配列により小葉構造を形成する領域であり、肝小葉の間には小葉間結合組織が存在する。肝小葉は肝中心静脈を中心部とした六角柱状の構造を示し、肝細胞は板状に連続して配列している。正常な状態では肝小葉の観察は困難であるが、ブタでは小葉間結合組織がよく発達しているため、肝小葉の小葉構造を容易に観察することができる。小葉間結合組織は小葉間動脈、小葉間静脈、小葉間胆管を有する（肝三つ組）。肝細胞から分泌された胆汁は毛細胆管に分泌され、小葉中心部から小葉間胆管に移行する。